# Parque Estadual da Cachoeira da Fumaça

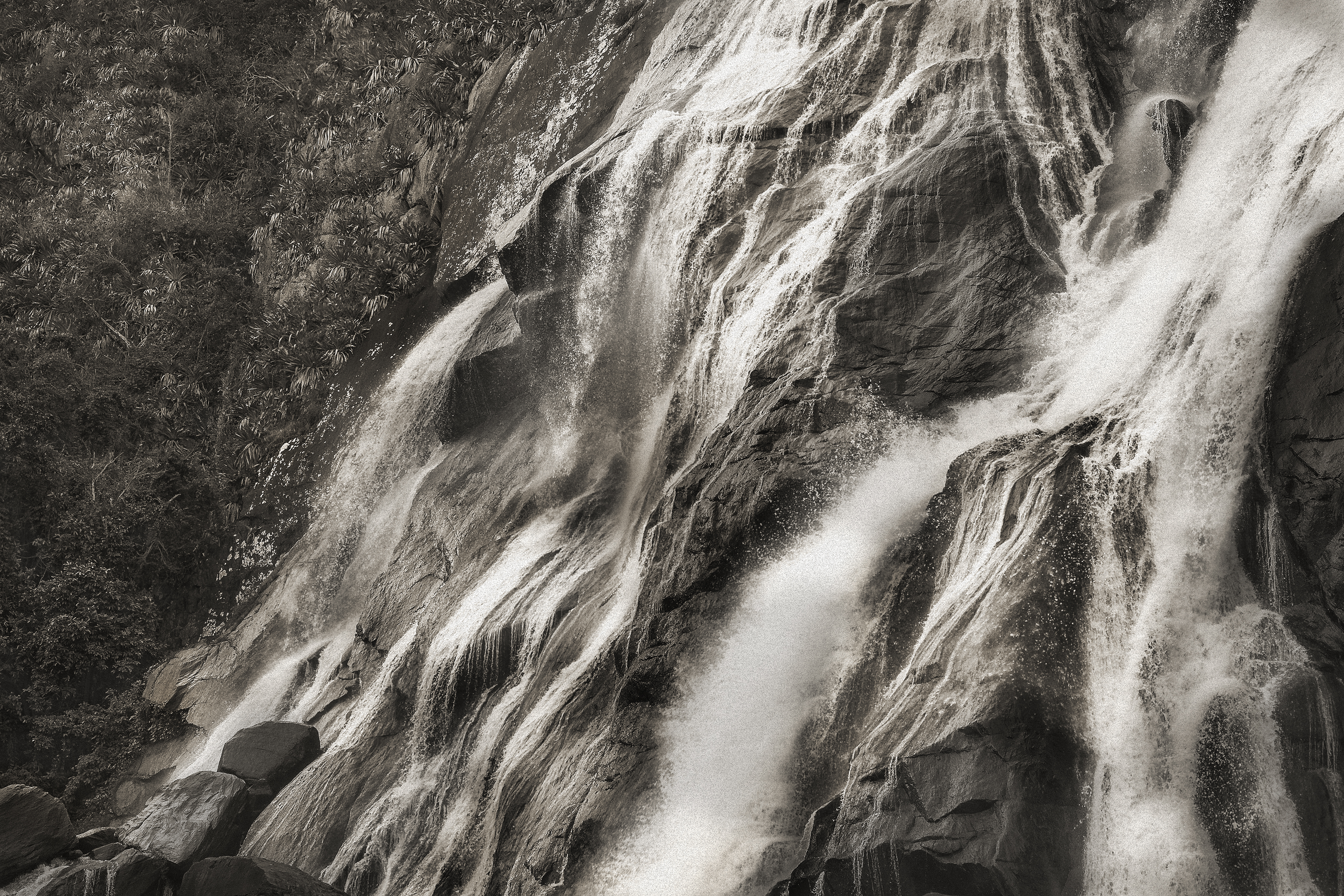
Cachoeira da Fumaça no Parque Estadual da Cachoeira da Fumaça

O Parque Estadual Cachoeira da Fumaça é uma área protegida brasileira localizado na divisa dos municípios de Alegre e Ibitirama, no estado de Espírito Santo.

## Localização
O parque está localizado na região sudeste do Brasil, na região da Serra do Caparaó. Suas coordenadas geográficas são S 20º 36' 35" W 41º 36' 26".

## Histórico
Ele teve sua área original desapropriada em 24 de agosto de 1984, através do Decreto 2.791-E, sendo efetivamente instituído e ampliado pelo decreto 2220-R, de 19 de fevereiro de 2009.

## Patrimônio local
Sua área é de 162,5 hectares e protege nascentes e remanescentes florestais de mata atlântica de um trecho do rio Braço Norte Direito, afluente do rio Itapemirim. A cobertura vegetal predominante é de floresta estacional semidecidual, sendo a flora marcada por bromélias, helicônia, jacarandá-de-espinho, paus-ferros, dentre outros. A fauna é representada por animais como maitaca, martim-pescador-grande, irara, lontra e gato-do-mato-pequeno. É um dos locais mais procurados da região para visitas escolares e turismo, onde a principal atração é a Cachoeira da Fumaça, com 144 metros de queda.
Até meados da década de 2000 a vegetação em volta da sede era composta basicamente por uma floresta exótica de Jamelão. Entretanto, esta e outras áreas como pastagens, existentes no interior do parque, foram restauradas com espécies nativas.

## Objetivos do parque
O objetivo básico é a preservação dos recursos naturais e belezas cênicas locais, possibilitando a realização de pesquisas científicas e o desenvolvimento de atividades de interpretação ambiental, recreação e ecoturismo, estimulando a integração com outras potencialidades regionais.

Desde o ano de 2007 este parque e as demais unidades de conservação estaduais do Espírito Santo estão sob a administração do IEMA (Instituto Estadual de Meio Ambiente e Recursos Hídricos).